# Miroslav Kirov
Miroslav Stefanov Kirov (Sliven, 23 maggio 1991) è un lottatore bulgaro, specializzato nella lotta libera.
In carriera ha vinto una medaglia d'argento e una di bronzo ai campionati europei, rispettivamente a Varsavia 2021 nel torneo dei 74 chilogrammi e Vantaa 2014 in quello dei 70 chilogrammi.

## Palmarès
- Europei

Vantaa 2014: bronzo nei 70 kg;
Varsavia 2021: argento nei 74 kg;